# Notre-Dame-de-Grâce (circonscription provinciale)
Pour l’article homonyme, voir Notre-Dame-de-Grâce (homonymie).
Circonscription électorale provinciale du Canada
Notre-Dame-de-Grâce est une circonscription électorale provinciale du Québec située sur l'île de Montréal. Elle a été créée en 1965. 

## Historique
Précédée de : Montréal–Notre-Dame-de-Grâce
Créée en 1965, la circonscription de Notre-Dame-de-Grâce se compose d'une partie importante de l'ancien district électoral de Montréal–Notre-Dame-de-Grâce, soit en gros le quartier Notre-Dame-de-Grâce de Montréal. Ses limites seront par la suite modifiées à plusieurs reprises. En 1972 elle cède une partie de son territoire aux circonscriptions voisines de Westmount et D'Arcy-McGee, mais s'agrandit en englobant les villes de Montréal-Ouest et Saint-Pierre situées au sud-ouest de ses anciennes limites. Lors du redécoupage de 1980, elle reperd la ville de Saint-Pierre mais récupère des portions de D'Arcy-McGee et de Saint-Henri. En 1988 Notre-Dame-de-Grâce s'agrandit d'une portion supplémentaire de Saint-Henri.
En 1992 la circonscription cède une portion de son territoire à D'Arcy-McGee mais en récupère une autre de Westmount. Puis en 2011 la partie sud-est de son territoire, surtout industrielle, est cédée à Saint-Henri–Sainte-Anne. Finalement, en 2017, Notre-Dame-de-Grâce s'agrandit d'une portion de D'Arcy-McGee située dans la ville de Montréal.
Notre-Dame-de-Grâce a une histoire fortement libérale. Outre l'élection d'un député du Parti égalité en 1989, les députés de cette circonscription ont toujours été identifiés au Parti libéral du Québec. De plus, il s'agit d'une des circonscriptions les plus fédéralistes du Québec, comme en témoignent les résultats des différents référendums sur l'avenir constitutionnel du Québec.

## Territoire et limites
La majeure partie de la circonscription se situe dans l'arrondissement Côte-des-Neiges–Notre-Dame-de-Grâce de la ville de Montréal, soit la partie de cet arrondissement située au sud du chemin de la Côte-Saint-Luc. Le territoire de la ville de Montréal-Ouest fait aussi partie de la circonscription. 

## Liste des députés
| Législature                                                   | Années       | Député           | Député          | Parti       |
| ------------------------------------------------------------- | ------------ | ---------------- | --------------- | ----------- |
| Notre-Dame-de-Grâce Créée depuis Montréal–Notre-Dame-de-Grâce |              |                  |                 |             |
| 28e                                                           | 1966–1968    |                  | Eric Kierans    | Libéral     |
| 28e                                                           | 1968–1970    | William Tetley   |                 | Libéral     |
| 29e                                                           | 1970–1973    | William Tetley   |                 | Libéral     |
| 30e                                                           | 1973–1976    | William Tetley   |                 | Libéral     |
| 31e                                                           | 1976–1978    | Bryce Mackasey   |                 | Libéral     |
| 31e                                                           | 1978–1981    | Reed Scowen      |                 | Libéral     |
| 32e                                                           | 1981–1985    | Reed Scowen      |                 | Libéral     |
| 33e                                                           | 1985–1987    | Reed Scowen      |                 | Libéral     |
| 33e                                                           | 1987–1989    | Harold Thuringer |                 | Libéral     |
| 34e                                                           | 1989–1994    |                  | Gordon Atkinson | Égalité     |
| 34e                                                           | 1994–1994    |                  | Gordon Atkinson | Indépendant |
| 35e                                                           | 1994–1998    |                  | Russell Copeman | Libéral     |
| 36e                                                           | 1998–2003    |                  | Russell Copeman | Libéral     |
| 37e                                                           | 2003–2007    |                  | Russell Copeman | Libéral     |
| 38e                                                           | 2007–2008    |                  | Russell Copeman | Libéral     |
| 39e                                                           | 2008–2012    | Kathleen Weil    |                 | Libéral     |
| 40e                                                           | 2012–2014    | Kathleen Weil    |                 | Libéral     |
| 41e                                                           | 2014–2018    | Kathleen Weil    |                 | Libéral     |
| 42e                                                           | 2018–2022    | Kathleen Weil    |                 | Libéral     |
| 43e                                                           | 2022–présent | Désirée McGraw   |                 | Libéral     |

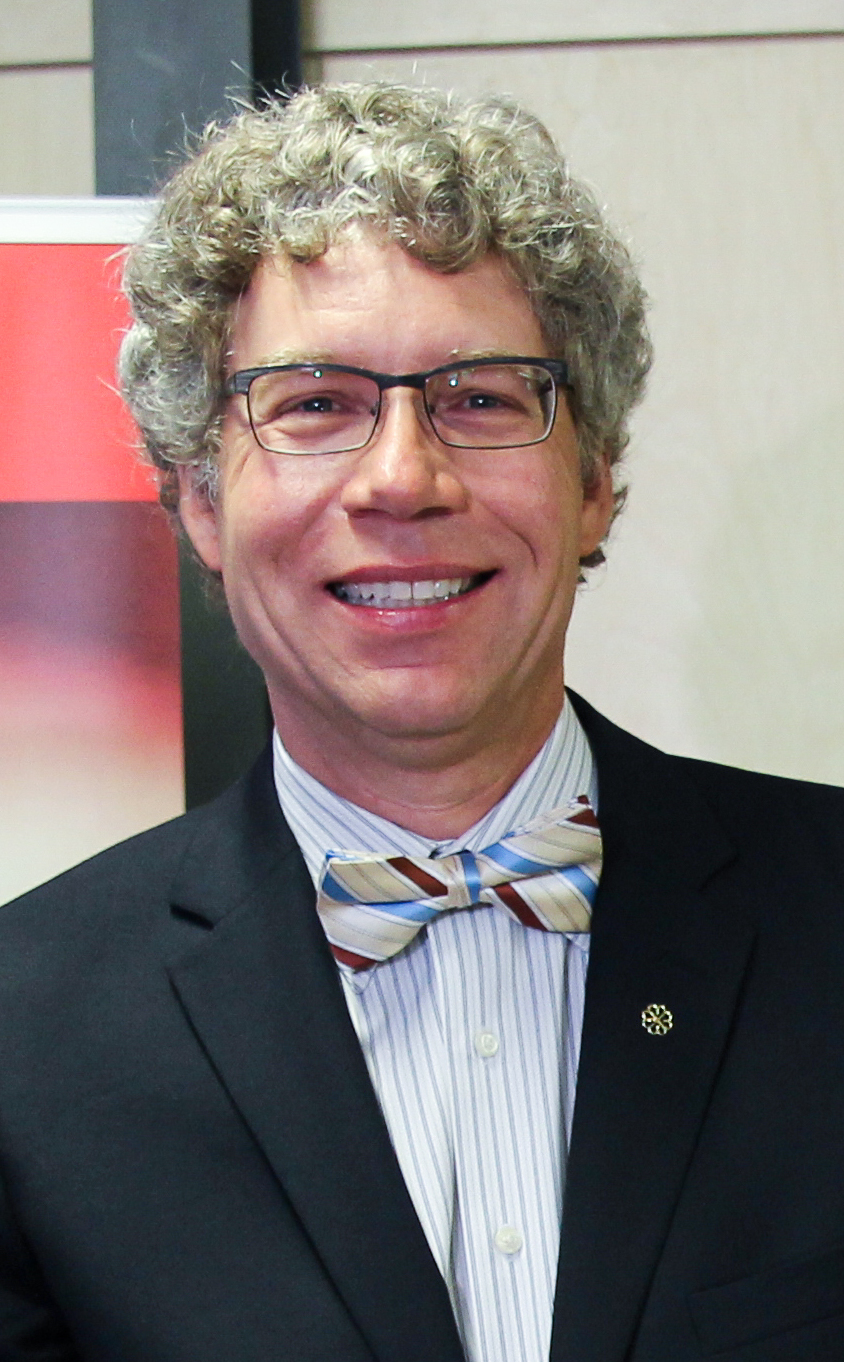
Russell Copeman est député  de 1994 à 2008 pour le Parti libéral du Québec.
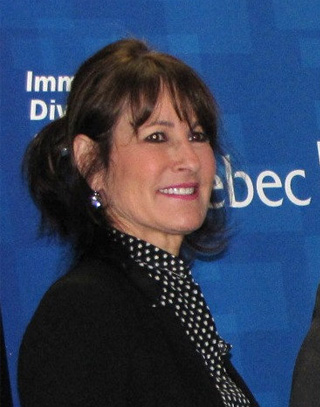
Kathleen Weil est députée de 2008 à 2022 pour le Parti libéral du Québec

## Résultats électoraux
| |
| - Parti libéral - Union nationale (ancien) - Parti québécois - Crédit social (ancien) - Parti égalité (ancien) - Action démocratique (ancien) - Québec solidaire - Coalition avenir - Parti conservateur |

## Référendums
|  | 1980 | Référendum de 1980      | 14,72 % | 85,28 % | 31 476 | 88,11 % |
|  | 1992 | Accord de Charlottetown | 80,11 % | 19,89 % | 31 179 | 86,14 % |
|  | 1995 | Référendum de 1995      | 13,43 % | 86,57 % | 36 161 | 95,07 % |